# Земон, Рихард
Ри́хард Во́льфганг Зе́мон (нем. Richard Wolfgang Semon; 22 августа 1859, Берлин — 27 декабря 1918, Мюнхен) — немецкий зоолог.

## Биография
Родился в 1859 году. Изучал естественные науки в Йенском университете, медицину — в Гейдельбергском. В 1883 году получил звание доктора зоологии Йенского университета, а в 1886 году доктора медицины Гейдельбергского университета. В 1885 году совершил экспедицию в Западную Африку (в область Niger-Benub). С 1887 года приват-доцент в Йенском университете, а в 1891 году назначен профессором. В 1891—1893 годах предпринял научное путешествие в Австралию, Новую Гвинею, на Зондские острова и Молуккские острова, главным образом для изучения эмбриологии низших позвоночных (Ceratodus, Monotremata). С 1897 года отказался от профессуры и проживал под Мюнхеном.

## Труды
Главнейшие работы его касаются морфологии иглокожих и эмбриологии позвоночных:
- «Die Entwickelung der Synapta digitata» (Йена, 1888),
- «Die Homologien innerhalb des Echinodermenstammes» («Morph. Jahrbuch», Лпц., 1889),
- «Studien über den Bauplan des Urogenitalsystems der Wirbeltiere» (Йена, 1891),
- «Die äussere Entwickelung des Ceratodus Forsteri» («Zoologische Forschungsreisen», Йена, 1893),
- «Die Embryonalhüllen der Monotremen u. Marsupialier. Die Entwickelung der Echidna aculeata» (т. же, 1894),
- «Im australischen Busch und an den Küsten des Korallenmeeres» (Лпц., 1890),
- «Die Entwickelung der paarigen Flossen d. Ceratodus forsteri» («Zoologische Forschungsreisen», 1898),
- «Die Entwickelung des Zahnsystems des Ceratodus forsteri» (т. же, 1899).

В книгах «Мнема» (1904) и «Мнемические ощущения» (1909) Земон изложил свою теорию памяти, в рамках которой ввёл термин «энграмма». Он также рассматривал проблему передачи опыта в рамках культуры.